# Antifate (figlio di Melampo)
Nella mitologia greca Antifate fu un re di Argo.

## Genealogia
Antifate era figlio dell'indovino Melampo e di Ifianira, figlia di Megapente, o Ifianassa, figlia di Preto e sorella di Megapente.
Sposò Zeusippe ed ebbe per figli Oicle e Amfalce, il primo dei quali fu suo successore come re di Argo.